# 22. pehotni polk (Italija)
22. pehotni polk Cremona je bil pehotni polk (Kraljeve) Italijanske kopenske vojske.

## Zgodovina
Med prvo svetovno vojno je bil polk nastanjen na soški fronti, medtem ko je bil polk med drugo svetovno vojno nastanjen na Sardiniji, Korziki in v Italiji.